# Shapley (Mondkrater)
Shapley  ist ein Mondkrater in der nördlichen Hemisphäre nahe dem südlichen Rand des Mare Crisium.